# Lavanda dei piedi (Francesco Morone)
Lavanda dei piedi è un dipinto del pittore veronese Francesco Morone, realizzato con la tecnica della pittura a olio su tela, conservato nel museo di Castelvecchio a Verona.
L'opera venne commissionata a Francesco Morone da parte della Compagnia della Croce per la propria cappella (conosciuta anche come cappella Avanzi) presso la chiesa di San Bernardino a Verona, dove si trovavano anche tele di Giovan Francesco Caroto, Antonio Badile e Paolo Veronese. Quando gli austriaci trasformarono la chiesa in magazzino, nel 1851, la tela venne trasferita nelle collezioni civiche veronesi.
Sebbene nel XIX secolo il dipinto fosse stato attribuito a Paolo Morando, oggi gli storici dell'arte concordano nel ritenere Francesco Morone l'autore, anche se è stato osservato che potrebbe esserci stato un cospicuo intervento della sua bottega, in particolare nei corpi dei personaggi: l'aiutante più probabile è Michele da Verona, allievo di Francesco nei primi anni del XVI secolo.
La datazione della tela non è conoscibile con esattezza ma si ipotizza che possa essere coeva delle Stimmate di san Francesco e di altri opere della prima metà degli anni 1510, come sembrerebbe confermare Giorgio Vasari ne Le Vite quando racconta che Francesco si ritrasse nel dipinto nel giovane, apparentemente trentenne, che porta l'acqua a Cristo.